# CESAMA
A Companhia de Saneamento Municipal - Cesama é a empresa estatal de saneamento da cidade de Juiz de Fora, em Minas Gerais, Brasil. Alega fornecer água para 99% da população, e coletar esgoto de 98% da população, muito embora só trate 10% deste.

## História
Em 1887, a água de Juiz de Fora advinha de 3 mananciais da "corrente de  São  Mateus", que foi captada e canalizada até 2 reservatórios construídos no Alto dos Passos. Nas casas das ruas existentes à época, foram colocadas penas d'água, e assim iniciou-se o fornecimento de água encanada na cidade. Com a ampliação da cidade, deu-se a ampliação do serviço, executado pelo Serviço de Água e Esgoto, mantido pela Prefeitura durante muitos anos, até a criação do Departamento de Água e Esgoto (DAE) em 1963.
- 1963: criado o Departamento Municipal de Água e Esgoto (DAE), idealizado e dirigido inicialmente por Itamar Franco, devido à ausência de novos investimentos no setor desde as obras da década de 1930;[4]
- 1969: inaugurada a segunda adutora, Menelick de Carvalho;[4]
- 1980: lançados os Planos Diretores de Abastecimento de Água e de Esgotos Sanitários;[4]
- 1990: o DAE dá lugar à CESAMA (então chamada Companhia de Saneamento e Pesquisa do Meio Ambiente).[4]

## Infraestrutura
Parte da infraestrutura sob gerenciamento da companhia é detalhada abaixo.
Um dos reservatórios é o Henrique de Novaes, que fornece água para os seguintes 11 bairros: Centenário, Bairu, Progresso, Santa Paula, Marumbi, Eldorado, Nossa Senhora das Graças, Quintas da Avenida, Bom Clima, Bandeirantes e Parque Guarani.

### Água
A água fornecida à cidade é fluoretada, fornecida dentro de um valor adequado em média, e melhorou entre 1999 e 2002; porém com variação significativa das concentrações de fluoreto em análises sucessivas ao longo do tempo.
As ETAs (Etações de Tratamento de Água) são geralmente isolados dos grandes centros urbanos, próximos à zona rural, junto às represas; mas nos distritos que circundam a cidade, a água é captada de poços artesianos e ribeirões, com as ETAs junto às residências.

#### Represa de João Penido
Construída em 1934 na sub-bacia de João Penido, Zona Norte da Cidade, com a finalidade de ser usada para abastecimento da cidade de Juiz de Fora. A construção deu-se com o barramento do Ribeirão dos Burros (o principal), e incluindo também o Córrego Grama e do Córrego Vista Alegre, e outros menores, todos afluentes do Rio Paraibuna.
Pertence à CESAMA, e é responsável por 50% do abastecimento da população, podendo chegar a 65%. É o principal manancial de abastecimento da cidade, com vazão regularizada de 750 l/s e capacidade de 16 bilhões de litros de água. A área da bacia de contribuição é de 68 km².
A represa abastece 2 Estações de Tratamento de Água: ETA João Penido (mais antiga), e ETA Marechal Castelo Branco (mais nova).

#### Represa de São Pedro
Também conhecida como Represa dos Ingleses, e Cruzeiro de Santo Antônio, possui 0,04km² de espalho d'água Foi criada em 1963 e entrou em operação em 1967, com a finalidade de abastecer parte da demanda da cidade. O reservatório, operado e mantido pela CESAMA, corresponde a 8% do abastecimento da cidade. Sua bacia hidrográfica ocupa 13,04 km², tendo como principais afluentes o Córrego São Pedro (margem esquerda) e o Córrego Grota do Pinto (margem direita), e desaguando na margem direita do Rio Paraíba do Sul, no município de Três Rios.
A bacia hidrográfico de São Pedro, que abrange vários bairros, sofre com forte pressão imobiliária (por exemplo, construção de grandes condomínios fechados), que, juntamente com a falta de políticas públicas, gera alterações qualitativas e quantitativas nas suas águas. Em 2016, isso gerava busca de fontes de água fora dos limites do município, comprometendo a autonomia municipal quanto a recursos hídricos.
A Estação de Tratamento de Água correspondente, ETA São Pedro, localizada no bairro homônimo, processa em média 120l/s.

#### Represa de Chapéu D'Uvas
A captação de água desta represa dá-se na taxa máxima de 780 l/s. Esta represa possui duas vantagens sobre a de João Penido: o volume de água é mais estável e a água, menos turva, portanto permitindo tratamento mais rápido.

#### Ribeirão Espírito Santo
É captada água no Ribeirão Espírito Santo, e tratada na ETA-CDI, a Estação de Tratamento de Água do Distrito Industrial, cujo nome é Walfrido Machado Mendonça. Esta estação foi ampliada desde 2009 para receber água advindo da Represa de Chapéu D'Uvas, porém, em 2015, houve movimentação do solo e assim formaram-se rachaduras que impediam o uso da nova fonte de água, consequentemente levando a carga maior sobre as outras represas, ao invés da distribuição da demanda entre as fontes. Isto foi denunciado pelo SinÁgua, o sindicato dos trabalhadores da empresa, e a CESAMA entrou com ação judicial contra e empresa de engenharia responsável pela obra. Desde 2012 notava-se pequeno deslocamento entre a parte nova e a antiga, porém com os testes operacionais de carga em 2014, as rachaduras se tornaram muito maiores. Foram executados projetos de estabilização do solo, mas que não surtiram efeito no grau desejado. Com a ampliação, a capacidade de tratamento de água aumentaria de 600 l/s para 1200 l/s.

### Esgoto
- Rio Paraibuna: em 2000, este que é o principal afluente do Rio Paraíba do Sul, 1.128 l/s de esgoto não-tratado.[17] Durante o processo de expansão urbana, não foi tomado cuidado com o rio, seja por ausência de tecnologia à época ou mesmo por desconsideração com a importância dele, e este foi então o primeiro a morrer devido ao excesso de esgoto (doméstico e industrial) lançado nele, sem condições para abrigo de vida aquática, sendo somente um corpo d'água alvo final de todos os detritos produzidos pela cidade.[17] Devido ao crescimento da cidade ter guiado pelo vetor Paraibuna, ele pode também ser um vetor de transmissão de doenças, já que corta a Zona Norte (onde está o Distrito Industrial), e depois Centro e Zona Sul, onde há a maior concentração populacional.[17] Ao longo do percurso do rio, no ponto do bairro Vila Ideal, 87,4% do esgoto doméstico já foi lançado ao rio.[17] No trecho urbano, em 2003, os seguintes parâmetros todos estavam com qualidade inferior que o estabelecido em normas estaduais e federais:  Coliformes  Totais  e  Coliformes  Fecais, Oxigênio  Dissolvido  (OD),  Demanda  Bioquímica  de  Oxigênio  (DBO),  pH, Sólidos  Totais Dissolvidos (STD), Turbidez, Cor, Condutividade, Temperatura da água, Odor e Aspecto.[17]
- Córrego São Pedro: em 2008, a qualidade das águas deste córrego, após a represa (de São Pedro), era muito influenciada negativamente pelo despejo de esgoto não-tratado.[13] À altura da Cachoeira do Vale do Ipê (que oxigena a água e assim ajuda na decomposição aeróbica), o córrego já recebia 72,74% do esgoto doméstico da bacia; à altura do bairro Mariano Procópio, 100% do esgoto da bacia já havia alcançado o córrego, e a partir dali ele seguia canalizado até sua foz no Rio Paraibuna.[13] Um estudo da época (2008) confirmou que a quantidade de esgoto lançada no córrego excedia a capacidade de assimilação do mesmo.[13]

#### Tratamento
- ETE Barreira do Triunfo: primeira estação de tratamento de esgoto (ETE) da CESAMA, implantada na década de 1990 para atender às exigências da Mercedes-Benz Juiz de Fora.[18]
- ETE Barbosa Lage: estação de tratamento de esgoto (ETE).[13][17]
- ETE União-Indústria: inaugurada em 22 de março de 2018 (Dia Mundial da Água).[3] Localiza-se no bairro Granjas Bethel (zona sudeste), cm capacidade de tratamento de 850l/s de esgoto, o que representa 70% da demanda.[3] Pretende-se que o volume processado pela ETE aumente progressivamente ao longo do ano: 20% em abril, e 50% no fim do ano.[3]

## Rodízios de abastecimento
Rodízios de abastecimento consistem de não fornecer água para todos os bairros, todo o tempo, todos os dias. Os bairros são divididos em grupos e recebem fornecimento de água alternadamente.
- 2016: em janeiro, o rodízio suspenso para Natal e Ano-Novo no fim de 2015 voltou.[19] Os níveis eram: João Penido 49,4%, São Pedro 86,6%, e Chapéu D'Uvas 61,1%.[19] Em dezembro o rodízio foi suspenso temporariamente para Natal e Ano-Novo.[20] Os níveis eram: João Penido 47,9%, São Pedro 91,7%, e Chapéu D'Uvas 60,4%.[20]
- 2015: em janeiro, o rodízio suspenso para Natal e Ano-Novo no fim de 2014 voltou.[21] Os níveis eram: João Penido 34%, São Pedro 41%, e Chapéu D'Uvas 81%.[21] Em julho, o rodízio intensificou-se, com a finalidade de poupar as represas João Penido (31,5%) e São Pedro (38,2%) durante a estiagem (que vai até setembro, normalmente).[22][23] Chapéu D'Uvas, devido a seu tamanho, não estava em risco (55,6%).[22][23]
- 2014: Em fevereiro, foi suspenso o rodízio de abastecimento, vigente por duas semanas; as chuvas e queda de temperatura tornaram-no desnecessário.[24] Em outubro foi iniciado novo rodízio, devido à Represa de São Pedro estar totalmente seca, e à de João Penido ter chegado a 22%.[22] A Represa de Chapéu D’Uvas ainda não era usada para abastecimento, mas estava com 38% do nível.[22] Para Natal e Ano-Novo, o rodízio foi suspenso temporariamente.[25] Dezembro foi o mês mais seco dos últimos 20 anos em Juiz de Fora (volume de precipitações correspondendo a 47,4% do esperado).[21]

## Funcionários
Possuía 650~660 funcionários em 2016, e 700 funcionários em 2015, tendo sido em 2007 o último concurso público da companhia.
Seus funcionários são selecionados em concurso público, tendo vínculo de trabalho regido pela CLT, e busca-se manutenção dos quadros, evitando-se rotatividade de recursos humanos. Isto gera nos funcionários forte vínculo com o trabalho, seja pelo tempo de empresa, quanto pela situação de emprego garantido mesmo em cenários gerais de desemprego e trabalhos informais. A maioria dos funcionários é de sexo masculino, devido ao trabalho operacional ser mais expressivo, e haver historicamente uma correlação entre sexo masculino e trabalhos com exigência física. Os funcionários possuem jornadas de 40 ou 44 horas semanais, além da possibilidade de plantões e horas-extra.
Nas ETAS (Estações de Tratamento de Água), os trabalhos são desenvolvidos em jornada 12/36 (12 horas de trabalho, e 36 de descanso), e devido à repetitividade dos movimentos necessários à função, e posturas inadequadas, traz o risco de desenvolvimento de distúrbios músculo-esqueléticos. Estes são então os funcionários que precisam de maior adequação ergonômica em toda a empresa. Recebem abono salarial devido ao ambiente insalubre. Em uma pesquisa de 2007, mostravam-se conscientes a respeito de riscos trazidos pelos compostos químicos usados no tratamento da água, mas mesmo 90% apresentando dores musculares (50% na região lombar e juntas das pernas), não sabiam informar qual postura ou atividade causava isto. O estudo indicou quais atividades estavam sendo realizadas em precauções e/ou ferramentas adequadas, sugerindo instalação de roldanas nos poços de aferição de infiltração, suportes para os pés, aprofundamento do poço e do acesso da saída d'água, bem como treinamento/apostilas para conscientização a respeito de posturas e melhores práticas.

### Assaltos
Em 2018, foi constatado que a CESAMA não enviava mais leituristas aos bairros Vila Esperança I e Vila Esperança II (6ª posição entre os 10 bairros mais perigosos da cidade) há cerca de um ano, como forma de garantir a integridade física dos seus funcionários. Os cerca de 1300 clientes da região passaram a ter suas contas calculadas por média de consumo e enviadas pelos Correios, que por sua vez, só fazem entregas nos bairros em questão duas vezes por semana, se fornecida escolta policial.
Em 2016, um funcionário (leiturista) havia sido assaltado no Vila Esperança II sob ameaça de um revólver, perdendo seu celular particular e o da empresa, enquanto aferia o consumo nos hidrômetros. Em 2017, situação semelhante ocorreu no bairro JK, quando outro leiturista foi assaltado e perdeu um celular, desta vez ameaçado com uma faca.

### Greves e paralisações
O sindicato pertinente à CESAMA é o SinÁgua (Sindicato dos Trabalhadores na Indústria de Purificação e Distribuição de Água e Serviços de Esgoto de Juiz de Fora).
- 2017: em outrubo, 33% dos servidores da CESAMA paralisaram as atividades por serem contrários ao parcelamento em 7 vezes do reajuste anual da data-base, de 4,69% - os trabalhadores aceitariam o parcelamento em 3 vezes, porém.[34] Dias depois, cerca de 10% dos funcionários paralisaram por serem contrários à mudança na gratificação dos motociclistas, e na forma de pagamento do deslocamento do empregado até o serviço (horas in itinere).[35]
- 2016: em abril, 38% dos funcionários paralisaram as atividades por reinvindicarem reposição salarial de 11,07% mais ganho real de 8%, enquanto a companhia oferecia a reposição de 11,07%, com retroativo dependendo do faturamento da empresa.[26] Em maio, devido à Lei das Eleições, ficou definido que o reajuste só poderia contar as perdas inflacionárias desde janeiro de 2016, e não mais dos últimos 12 meses, por ser ano eleitoral, mudando por isto o que havia sido prometido em abril.[33] A CESAMA aguardou a Prefeitura buscar junto ao TRE alguma brecha na lei para que pudesse conceder o reajuste referente a 12 meses.[36]
- 2015: em abril, 33% dos funcionários protestaram alegando rachaduras na obra da ETA CDI,[37] e reivindicaram aumento de 20% além da reposição inflacionária.[38][27] A proposta da CESAMA era aumento de 7,68%.[39] Em outubro, a CESAMA de fato estava usando uma adutora abaixo da capacidade máxima devido a problemas geotécnicos durante a obra de ampliação, e tinha aberto uma ação judicial para apurar a responsabilidade do caso.[14]
- 2014: em fevereiro, um número desconhecido de funcionários fizeram uma paralisação para reivindicar correção da inflação (5,28%), mais ganho real de 20% em seus salários.[40]